# Annika Zillekens
Annika Zillekens (nacida Annika Schleu, Berlín, 3 de abril de 1990) es una deportista alemana que compite en pentatlón moderno.
Ganó seis medalla en el Campeonato Mundial de Pentatlón Moderno entre los años 2011 y 2018, y siete medallas en el Campeonato Europeo de Pentatlón Moderno entre los años 2024.
Participó en tres Juegos Olímpicos de Verano, entre los años 2012 y 2020, ocupando el cuarto lugar en Río de Janeiro 2016, en la prueba femenina.

## Medallero internacional
| Campeonato Mundial | Campeonato Mundial        | Campeonato Mundial | Campeonato Mundial |
| Año                | Lugar                     | Medalla            | Competición        |
| ------------------ | ------------------------- | ------------------ | ------------------ |
| 2011               | Moscú (Rusia)             | Medalla de plata   | Relevo             |
| 2012               | Roma (Italia)             | Medalla de oro     | Relevo             |
| 2016               | Moscú (Rusia)             | Medalla de oro     | Relevo             |
| 2017               | El Cairo (Egipto)         | Medalla de oro     | Relevo             |
| 2018               | Ciudad de México (México) | Medalla de plata   | Individual         |
| 2018               | Ciudad de México (México) | Medalla de plata   | Relevo             |
| Campeonato Europeo |                           |                    |                    |
| Año                | Lugar                     | Medalla            | Competición        |
| 2010               | Debrecen (Hungría)        | Medalla de plata   | Relevo             |
| 2011               | Medway (Reino Unido)      | Medalla de plata   | Relevo             |
| 2013               | Drzonów (Polonia)         | Medalla de bronce  | Relevo             |
| 2014               | Székesfehérvár (Hungría)  | Medalla de plata   | Relevo             |
| 2015               | Bath (Reino Unido)        | Medalla de oro     | Relevo             |
| 2017               | Minsk (Bielorrusia)       | Medalla de oro     | Relevo             |
| 2024               | Budapest (Hungría)        | Medalla de plata   | Relevo             |